# Waverly (Tennessee)
Waverly é uma cidade localizada no estado norte-americano de Tennessee, no Condado de Humphreys.

## Demografia
Segundo o censo norte-americano de 2000, a sua população era de 4028 habitantes.
Em 2006, foi estimada uma população de 4193, um aumento de 165 (4.1%).

## Geografia
De acordo com o United States Census Bureau tem uma área de
21,0 km², dos quais 21,0 km² cobertos por terra e 0,0 km² cobertos por água. Waverly localiza-se a aproximadamente 211 m acima do nível do mar.

## Localidades na vizinhança
O diagrama seguinte representa as localidades num raio de 28 km ao redor de Waverly.